# Autry-le-Châtel
Autry-le-Châtel ist eine französische Gemeinde mit 858 Einwohnern (Stand: 1. Januar 2022) im Département Loiret in der Region Centre-Val de Loire. Sie gehört zum Arrondissement Montargis und ist Teil des Kantons Gien. Die Einwohner werden Castelautryens genannt.

## Geografie
Autry-le-Châtel liegt etwa 65 Kilometer südöstlich von Orléans am Fluss Bras, der auch Notreure genannt wird. An der südwestlichen Gemeindegrenze verläuft der Fluss Aquiaulne. Nachbargemeinden von Autry-le-Châtel sind Poilly-lez-Gien im Norden, Saint-Martin-sur-Ocre im Nordosten, Saint-Brisson-sur-Loire im Osten und Nordosten, Saint-Firmin-sur-Loire im Osten, Cernoy-en-Berry im Süden und Südosten, Blancafort im Süden und Südwesten sowie Coullons im Westen.

## Bevölkerungsentwicklung
| Jahr                       | 1962 | 1968 | 1975 | 1982 | 1990 | 1999 | 2006 | 2017 |
| Einwohner                  | 879  | 853  | 835  | 937  | 919  | 1015 | 1050 | 961  |
| Quellen: Cassini und INSEE |      |      |      |      |      |      |      |      |

## Sehenswürdigkeiten
- Kirche Saint-Étienne aus dem 19. Jahrhundert
- Kleines Schloss (petite château) aus dem 15. Jahrhundert, seit 1971 Monument historique
- Reste der alten Burg aus dem 12. Jahrhundert

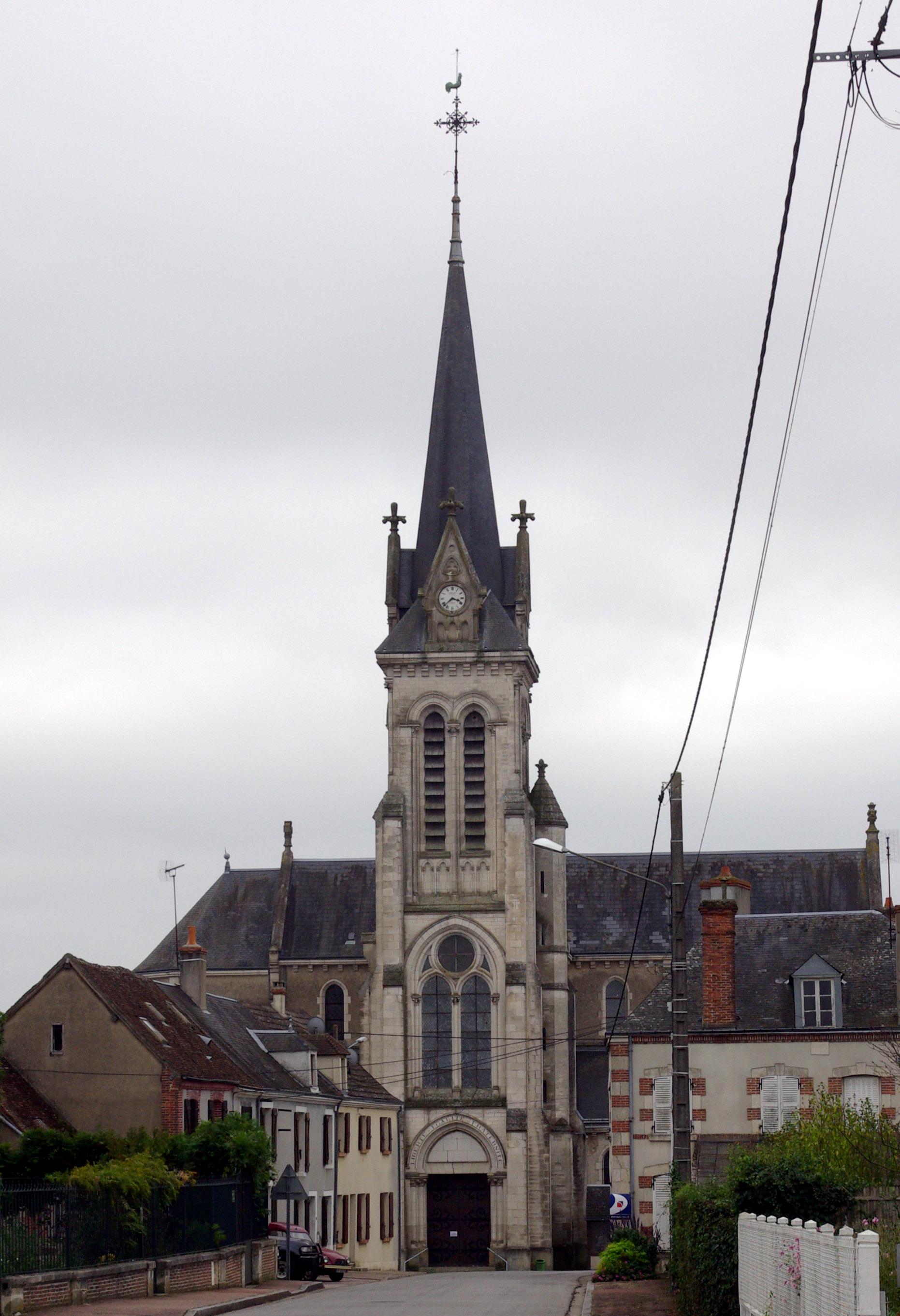
Kirche Saint-Étienne
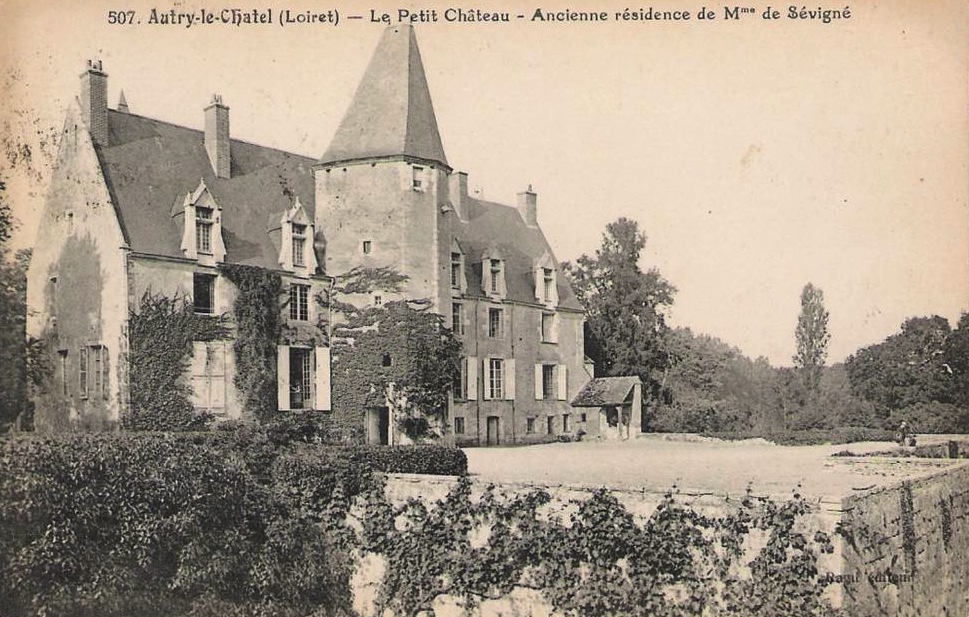
Historische Aufnahme des Kleinen Schlosses